# Craps

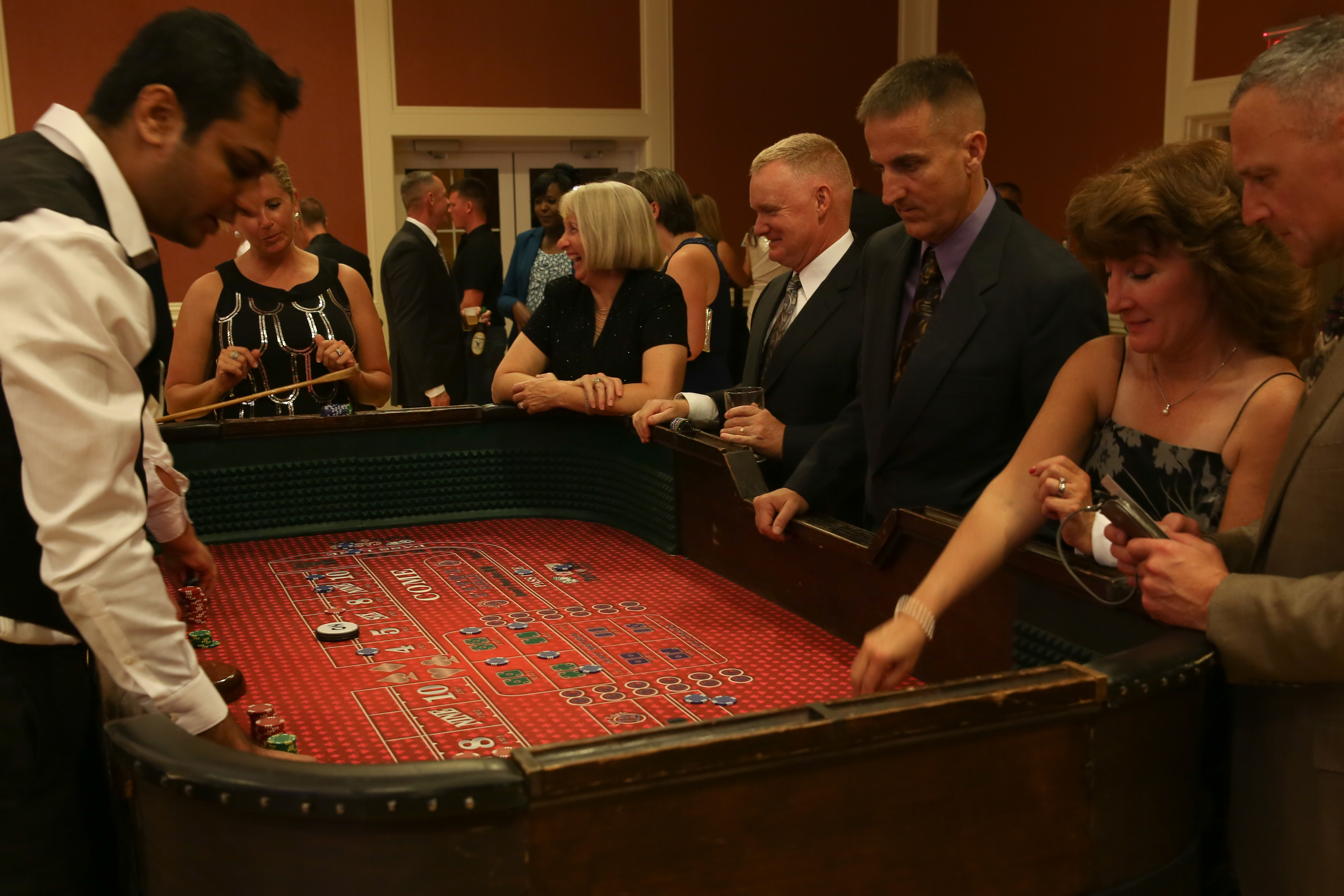
Játék közben

A craps egy hazard nevű régi angol játékból származik. A crapset két kockával játszhatja korlátlan számú játékos, akik felváltva résztvevők, illetve dobók. A cél a kockákat eldobva pontokat elérni, ami egyúttal meghatározhatja a két kocka minden lehetséges állását feltüntető táblán korábban megtett tétek sorsát.
A dobónak, aki elsőnek gurítja el a kockát, fogadnia kell arra, hogy nyerni fog, a többieket pedig felkéri, tegyék meg tétjeiket. Amikor mindenki tett, a dobó elgurítja a kockákat. Ezek felső lapja adja meg a pontszámot.
Az első dobás után három vagy négy lehetőség áll fenn: az első játékos 2, 3 vagy 12 pontot ér el (ezt craps vagy baraque néven ismerik), automatikusan veszít, ha 7-est vagy 11-est dob, akkor nyomban nyer. Ha valamelyik másik pontszám jön ki, akkor addig dob, amíg ugyanazt a pontszámot el nem éri, ebben az esetben nyer, vagy amíg hetest dob, ekkor veszít. Ameddig nyer, addig a dobó újra játszhat, ha veszít, egy másik játékosnak adja át a helyét, és akkor az válik dobóvá.